# Erysimum menziesii
Erysimum menziesii är en korsblommig växtart som först beskrevs av George Bentham och Joseph Dalton Hooker, och fick sitt nu gällande namn av Richard von Wettstein. Erysimum menziesii ingår i släktet kårlar, och familjen korsblommiga växter. Inga underarter finns listade i Catalogue of Life.

## Bildgalleri

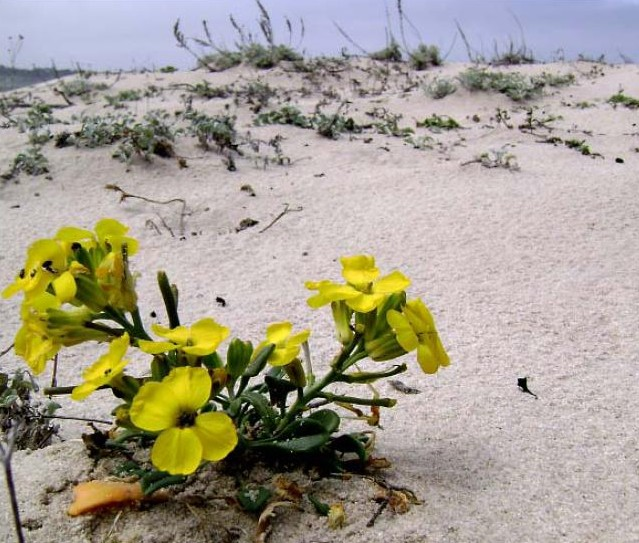